# Berno Rupp

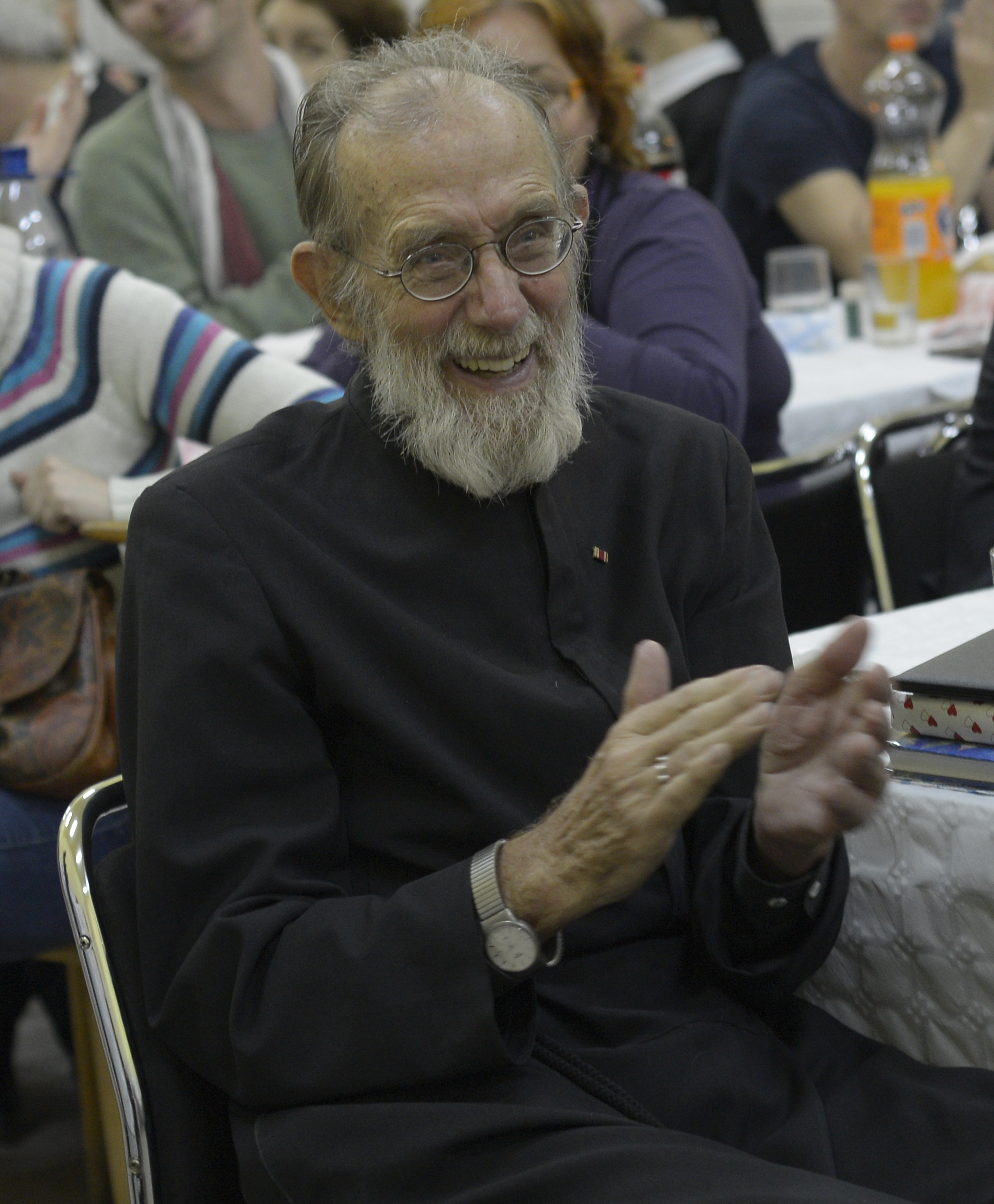
Pater Berno Rupp 2015

Berno Rupp, eigentlich Karl Rudolf Maria Rupp,  (* 15. November 1935 in Bergatreute; † 26. September 2017 in Ravensburg) war ein deutscher Salvatorianer und Sozialseelsorger.

## Leben
Berno Rupp (bürgerlicher Name: Karl Rudolf Maria Rupp) wurde am 15. November 1935 in Bergatreute in Oberschwaben als viertes von sechs Geschwistern geboren. Sein Vater war Lehrer, die Mutter sorgte für die Erziehung der Kinder. Er besuchte das Gymnasium der Salvatorianer in Bad Wurzach, wo er im Jahr 1955 das Abitur ablegte.
Ein Jahr später trat er gemeinsam mit 14 Mitbrüdern in das Kloster Passau der Salvatorianer ein, wo er den Ordensnamen Berno erhielt. Nach seinem Studium der Theologie an der Universität Passau und an der Gregoriana in Rom wurde er am 1. Juli 1962 in der römischen Kirche San Marcello zum Priester geweiht.
Seine erste Messe las er in den Katakomben der Domitella in Rom, die Primiz erfolgte am 15. Juli 1962 in Meckenbeuren, die Nachprimiz in seiner Taufkirche in Bergatreute. Von 1963 bis 1965 war er Hilfspräfekt und Religionslehrer in Lochau, danach bis zum Jahr 1968 Kaplan in Stuttgart-Giebel. Ein Jahr später wurde er zum Kaplan in Sankt Willibald, München, ernannt, bis er im Jahr 1971 für 20 Jahre zum Leiter der Volksmission in Passau berufen wurde, wo er zuvor bereits als Volksmissionar gearbeitet hatte. Dort führte er insbesondere die Exerzitien für alle Ordensleute ein.
Kurz nach dem Fall des „Eisernen Vorhangs“ fuhr er am 1. Mai 1990 von Deutschland mit dem Fahrrad ins rumänische Timișoara, von wo aus ein halbes Jahr zuvor die rumänische Revolution gegen das kommunistische Regime des Staats- und Parteichefs Nicolae Ceaușescu ihren Ausgang genommen hatte. Ein Jahr später wurde er dort Pfarrer der Gemeinde im Stadtteil Mehala, genau 100 Jahre, nachdem der Ordensgründer Pater Franziskus Jordan dort die Missionsarbeit der Salvatorianer begonnen hatte.
Mithilfe von Professor Gerhard Seiler, dem Oberbürgermeister der Timișoaraer Partnerstadt Karlsruhe, gelang es ihm im Jahr 1993, das zuvor enteignete Kloster der Salvatorianer im Stadtteil Elisabetin vom Staat Rumänien zurückzuerhalten. Vom Kloster aus führte er seine Arbeit der Suppenküche für Kinder und Obdachlose fort und gründete 1999 zusammen mit der Caritas Timișoara in der Nähe des Klosters das „Pater Jordan Nachtasyl“ mit 87 Betten für Straßenkinder und Wohnungslose. Ab 2001 hat er über Jesuit European Volunteers jährlich 3–4 junge Freiwillige aus der Europäischen Union in seinen Projekten beteiligt, so auch Dominic Fritz, der 2020 Bürgermeister von Timișoara wurde.
Es folgten die Gründungen der „Pater Paulus Farm“ für langzeitobdachlose Familien in einer ehemaligen Kolchose im Vorort Bacova und 2003 das „Frauenhaus Maria von den Aposteln“ in Timișoara für Opfer psychischer und physischer Gewalt sowie einer Kindertagesstätte und eines Altenpflegeheims in Bacova.
Zur Sicherstellung seines Lebenswerks wurde im Jahr 2011 gemeinsam mit der Caritas die „Pater Berno Stiftung“ der Salvatorianer gegründet, die unter seinem Motto „Keiner wird vergessen“ den Fortbestand seiner Werke garantiert.

## Auszeichnungen
- 2005 Ehrenbürgerschaft der Stadt Timișoara
- 2006 Ehrennadel in Gold der Stadt Meckenbeuren
- 2011 Menschenrechtspreis der Stadt Graz
- 2015 Verdienstkreuz am Bande der Bundesrepublik Deutschland